# Lijst van vlaggen van Moldavië
Dit is een lijst van vlaggen van Moldavië.

## Nationale vlag (perFIAV-codering)
|          | Civiele vlag | Staatsvlag | Oorlogsvlag |
| -------- | ------------ | ---------- | ----------- |
| Te land  | · ?          | · ?        | · ?         |
| Te water | · ?          | · ?        | · ?         |

## Vlaggen van bestuurders
| Vlag | Periode | Functie                                  | Beschrijving |
| ---- | ------- | ---------------------------------------- | ------------ |
|      |         | Vlag van de president                    | Ratio: 1:1   |
|      |         | Vlag van de voorzitter van het Parlement | Ratio: 1:1   |
|      |         | Vlag van de minister-president           | Ratio: 1:1   |

## Militaire vlaggen
De oorlogsvlag is reeds in de eerste tabel te vinden.